# Annamaria Baratta
Annamaria Baratta, nota anche con lo pseudonimo Suan (Roma, 1º ottobre 1950 – Roma, 5 dicembre 1996) è stata una cantante italiana.

## Biografia
Comincia la sua carriera per caso, dopo aver incontrato Don Lurio nel 1967 al Piper Club di Roma. Il ballerino-coreografo la vede ballare e vorrebbe lanciarla come l'anti-Mita Medici ma la ragazza non ne ha nessuna voglia. In realtà sta facendo la controfigura a Raquel Welch in una serie di film che l'attrice americana sta girando in Italia. In più lavora come attrice, facendo la protagonista in parecchi fotoromanzi e nel frattempo continua ad andare a scuola di lingue. Dopo averla sentita cantare, decide di farle fare un provino alla RCA Talent e i dirigenti dell'epoca, dopo averla "provinata" decidono di metterla sotto contratto.
Debutta come cantante nella sigla del programma Vengo anch'io nell'estate 1968. Il brano, intitolato Stanotte sognerò, avrà un buon successo e il passo successivo della giovane interprete dovrebbe essere il festival di Sanremo del 1969. Alla RCA serviva un personaggio nuovo rispetto alla ragazza acqua e sapone di qualche mese prima e si inventano una diva anni trenta, con tanto di parrucca bianca-grigia e sigaretta con bocchino.
Lei non è molto contenta di questo cambio di immagine sebbene la RCA faccia stampare cartoline pubblicitarie con il nuovo look, ma la macchina si era messa in moto. Lo stesso look appare anche nell'album di figurine dei cantanti del 1969. La propongono per Ma che freddo fa ma viene mal consigliata da un famoso compositore che in pratica le propone di rescindere il contratto con l'etichetta romana. Evita di pagare la penale lavorando gratis al CantaPiper del 1969, insieme a Mal, I Four Kents e altri.
Nel 1969, però, decide di fare anche la mamma a tempo pieno, dato che nel frattempo le era nato un figlio.
Nel 1970, si riaffaccia alla ribalta con Ciao devo andare, sigla di "Senza Rete" di quell'anno, ma il disco esce in poche migliaia di copie per via di una controversia con la First, etichetta dell'Ariston, che senza alcun avviso, aveva deciso di immettere sul mercato una particolare versione del brano ad opera di Bruna Lelli, cantante arrivata alla notorietà qualche anno prima.
Anche Paola Orlandi, che canta la sigla nell'edizione televisiva, era intenzionata a lanciare il pezzo, ma venne bloccata dalla sua casa discografica a causa di questo singolo che incautamente l'Ariston era fermamente decisa a produrre. E così fu, tanto che di questa simpatica canzone (scritta da Pino Calvi e Giorgio Calabrese) che poteva essere un successo, ne abbiamo un ricordo sbiadito.
Annamaria, occupata soprattutto dal mestiere di mamma (una seconda gravidanza) lascia il mondo della canzone per un certo periodo per ritornare ad incidere nel 1972 un 33 giri per la Fonit Cetra. L'album, dal titolo Di tanto amore, è un lavoro di alto livello, con testi e musiche al di sopra della media (Calabrese, Bindi, Ballotta, Donaggio) e un compendio di stili nel quale fa capolino anche un fado; la fortuna commerciale di questo disco sarà tuttavia scarsissima, a causa della mancata promozione da parte della stessa casa discografica.
Nel 1974, cambia il suo vero nome con quello d'arte di Suan, parola che ricorda il termine inglese swan, ossia cigno. Incide due cover per un disco che avrà vita difficile perché legato contemporaneamente a due edizioni musicali. I brani sono Pazzia (versione italiana di Il ne pense qu'a toi di Nicole Croisille) e Canto di ringraziamento (Partido Alto, di Chico Buarque De Hollanda) Nel 1975 torna ad incidere per la Yep dove registra due 45 giri: A lui e Donna libera.
Donna libera è un classico brano nello stile della casa discografica romana, con il quale partecipa al Festival di Tokyo del 1976 prodotta da Christine Leroux, famosissima produttrice francese che ha avuto la fortuna di avere sotto mano anche Lucio Battisti. Donna libera verrà utilizzata da parecchi disc jockey della riviera romagnola e ligure diventando in breve tempo uno dei pezzi "lenti" più ballati dell'estate del 1976.
Il disco risulta pressoché introvabile perché nel frattempo la casa discografica lo ritira in vista della partecipazione al Festival di Tokyo. In realtà Annamaria aveva partecipato anche alla manifestazione giapponese sponsorizzata dalla Yamaha dell'anno precedente, il 1975, ma il brano non venne edito in Italia.
Nello stesso anno, dopo aver lasciato la YEP per vertenze contrattuali (e per aver ritirato il singolo dai negozi nel momento di maggior successo senza il consenso dell'interprete) passa alla CAM, dove incide la colonna sonora del film L'anatra all'arancia con Ugo Tognazzi e Monica Vitti. Le musiche sono di Armando Trovajoli e i testi (in inglese e francese) di Giorgio Calabrese. 
Anni in cui frequenta spesso la redazione di "Sorrisi" in quanto gli studi della CAM sono nello stesso edificio, via Virgilio, 8 Roma, La traccia You Keep On Turning Me On è una delle più passate nelle discoteche nell'inverno 1976. Passa un anno e nell'estate 1977 incide per la WEA / Elektra Pelle, sigla di coda per la trasmissione Auditorio A, scritta da Pino Presti e Giorgio Calabrese.
Nel 1978 durante una tournée estiva in Calabria insieme ai Santo California, "sente" improvvisamente il desiderio di lasciare tutto e, pagando una penale molto salata, torna a Roma lasciando definitivamente il mondo della musica. Nel frattempo si afferma come conduttrice radiofonica, dopo aver frequentato gli auditori della RAI come cantante, come nel caso del programma del 1971 Cominciamo subito, trasmesso da Radio Milano, ideato da Giorgio Calabrese (che era suo marito) e condotto da Gianfranco Funari, con la partecipazione di Gorni Kramer e del fisarmonicista Peppino Principe.
Per tutta l'estate del 1975 è la voce-guida di Alphabete, rubrica domenicale dedicata al mondo dello spettacolo nel suo complesso. Tre anni dopo figura tra gli animatori del varietà Quando si mangia non si parla ma si può benissimo ascoltare, in onda il mercoledì all'ora di pranzo.
Ebbe due figli, Christian e Alessandro, nati dall'unione con il paroliere Giorgio Calabrese.

## Discografia

### Singoli
- 1968 - Stanotte sognerò (sigla di "Vengo anch'io") / E stringo il vento (RCA Talent, TL11) (come Annamaria Baratta)
- 1970 - Ciao devo andare (sigla di "Senza rete 1970") / Bahia (Rare, RAR-NP-77538) (come Annamaria Baratta)
- 1974 - Pazzia (Il ne pense qu'a toi) / Canto di ringraziamento (Partido Alto) (Mercury, 6027 007) (come Suan)
- 1975 - A lui / Ma con chi ce l'hai (Yep, 00674) (come Suan)
- 1975 - Ti amo (partecipante al Festival Yamaha di Tokyo) / Ninna nanna d'amore in carillon (in giapponese) (Disco Mate, DSP 105) [mai edito in Italia] (come Suan)
- 1975 - Canard à l'orange / You keep on turning me on (dalla colonna sonora del film L'anatra all'arancia) (Rizzoli) (come Suan)
- 1976 - Donna Libera (partecipante al Festival Yamaha di Tokyo) / Donna Libera (vers. strumentale) (Yep, 00678) (come Suan)
- 1977 - Pelle (sigla di "Auditorio A") / Flash (Elektra, T 12265) (come Suan)

### Album
- 1972 - Di tanto amore (Fonit Cetra, LPP LPQ 09064)
- 1975 - Pazzia [solo promo - mai uscito]
- 1976 - L'anatra all'arancia - colonna sonora originale (5 brani) (Rizzoli, RFR 34001)
- 1976 - L'inconveniente - colonna sonora originale (1 brano) (Pinciana, FPM-014)

Ha eseguito le canzoni Il segreto, Un giardino mio e Un bel focolare nell'edizione italiana del film d'animazione ungherese/americano Hugo l'ippopotamo (1976)